# Zeriassa bicolor
Espèce
Synonymes
- Zeria bicolor Pocock, 1897

Zeriassa bicolor est une espèce de solifuges de la famille des Solpugidae.

## Distribution
Cette espèce se rencontre en Somalie, en Éthiopie, au Kenya et en Tanzanie.

## Description
Le mâle holotype mesure 25 mm.
Le mâle décrit par Roewer en 1933 mesure 25 mm et les femelles de 24 à 27 mm.

## Publication originale
- Pocock, 1897 : Appendix C. Solifugae, Scorpions, Chilopoda, and Diplopoda. Through unknown African countries; the first expedition from Somaliland to Lake Lamu, p. 392-407 (texte intégral).